# Bundestagswahlkreis Montabaur
Der Bundestagswahlkreis Montabaur (Wahlkreis 203; bis zur Bundestagswahl 2021 Wahlkreis 204) ist ein Wahlkreis in Rheinland-Pfalz. Er umfasst den Westerwaldkreis sowie vom Rhein-Lahn-Kreis die Verbandsgemeinden Aar-Einrich, Diez und Nastätten und die Gemeinden Attenhausen, Dessighofen, Dienethal, Dornholzhausen, Geisig, Hömberg, Lollschied, Misselberg, Nassau, Obernhof, Oberwies, Pohl, Schweighausen, Seelbach, Singhofen, Sulzbach, Weinähr, Winden und Zimmerschied aus der Verbandsgemeinde Bad Ems-Nassau. Der Wahlkreis hieß von 1949 bis 1965 Westerburg.

## Wahlkreisgeschichte
| Wahl      | Wahlkreisname  | Gebiet |
| --------- | -------------- | --- |
| 1949      | 8 Westerburg   | Oberwesterwaldkreis, Unterwesterwaldkreis, Unterlahnkreis, Landkreis St. Goarshausen |
| 1953–1961 | 155 Westerburg | Oberwesterwaldkreis, Unterwesterwaldkreis, Unterlahnkreis, Landkreis St. Goarshausen |
| 1965–1969 | 155 Montabaur  | Oberwesterwaldkreis, Unterwesterwaldkreis, Unterlahnkreis, Loreleykreis |
| 1972      | 155 Montabaur  | Oberwesterwaldkreis, Unterwesterwaldkreis, Rhein-Lahn-Kreis |
| 1976      | 155 Montabaur  | Westerwaldkreis, Rhein-Lahn-Kreis |
| 1980–1998 | 153 Montabaur  | Westerwaldkreis, Rhein-Lahn-Kreis |
| 2002      | 207 Montabaur  | Westerwaldkreis, vom Rhein-Lahn-Kreis die Verbandsgemeinden Diez, Hahnstätten, Katzenelnbogen und Nastätten sowie die Gemeinden Attenhausen, Dessighofen, Dienethal, Dornholzhausen, Geisig, Hömberg, Lollschied, Misselberg, Nassau, Obernhof, Oberwies, Pohl, Schweighausen, Seelbach, Singhofen, Sulzbach, Weinähr, Winden, Zimmerschied aus der Verbandsgemeinde Bad Ems-Nassau |
| 2005      | 206 Montabaur  | Westerwaldkreis, vom Rhein-Lahn-Kreis die Verbandsgemeinden Diez, Hahnstätten, Katzenelnbogen und Nastätten sowie die Gemeinden Attenhausen, Dessighofen, Dienethal, Dornholzhausen, Geisig, Hömberg, Lollschied, Misselberg, Nassau, Obernhof, Oberwies, Pohl, Schweighausen, Seelbach, Singhofen, Sulzbach, Weinähr, Winden, Zimmerschied aus der Verbandsgemeinde Bad Ems-Nassau |
| 2009–2013 | 205 Montabaur  | Westerwaldkreis, vom Rhein-Lahn-Kreis die Verbandsgemeinden Diez, Hahnstätten, Katzenelnbogen und Nastätten sowie die Gemeinden Attenhausen, Dessighofen, Dienethal, Dornholzhausen, Geisig, Hömberg, Lollschied, Misselberg, Nassau, Obernhof, Oberwies, Pohl, Schweighausen, Seelbach, Singhofen, Sulzbach, Weinähr, Winden, Zimmerschied aus der Verbandsgemeinde Bad Ems-Nassau |
| 2017–2021 | 204 Montabaur  | Westerwaldkreis, vom Rhein-Lahn-Kreis die Verbandsgemeinden Diez, Hahnstätten, Katzenelnbogen und Nastätten sowie die Gemeinden Attenhausen, Dessighofen, Dienethal, Dornholzhausen, Geisig, Hömberg, Lollschied, Misselberg, Nassau, Obernhof, Oberwies, Pohl, Schweighausen, Seelbach, Singhofen, Sulzbach, Weinähr, Winden, Zimmerschied aus der Verbandsgemeinde Bad Ems-Nassau |
| 2025–     | 203 Montabaur  | Westerwaldkreis, vom Rhein-Lahn-Kreis die Verbandsgemeinden Diez, Hahnstätten, Katzenelnbogen und Nastätten sowie die Gemeinden Attenhausen, Dessighofen, Dienethal, Dornholzhausen, Geisig, Hömberg, Lollschied, Misselberg, Nassau, Obernhof, Oberwies, Pohl, Schweighausen, Seelbach, Singhofen, Sulzbach, Weinähr, Winden, Zimmerschied aus der Verbandsgemeinde Bad Ems-Nassau |

## Wahlkreisabgeordnete
| Wahl | Abgeordneter | Abgeordneter     | Partei | Stimmen in % |
| ---- | ------------ | ---------------- | ------ | ------------ |
| 1949 |              | Robert Stauch    | CDU    |              |
| 1953 |              | Robert Stauch    | CDU    |              |
| 1957 |              | Robert Stauch    | CDU    |              |
| 1961 |              | Robert Stauch    | CDU    |              |
| 1965 |              | August Hanz      | CDU    |              |
| 1969 |              | August Hanz      | CDU    |              |
| 1972 |              | Willi Peiter     | SPD    |              |
| 1976 |              | August Hanz      | CDU    |              |
| 1980 |              | August Hanz      | CDU    |              |
| 1983 |              | August Hanz      | CDU    |              |
| 1987 |              | Joachim Hörster  | CDU    |              |
| 1990 |              | Joachim Hörster  | CDU    |              |
| 1994 |              | Joachim Hörster  | CDU    |              |
| 1998 |              | Rudolf Scharping | SPD    |              |
| 2002 |              | Joachim Hörster  | CDU    |              |
| 2005 |              | Joachim Hörster  | CDU    |              |
| 2009 | 43,2         | Joachim Hörster  | CDU    |              |
| 2013 |              | Andreas Nick     | CDU    | 49,4         |
| 2017 | 43,3         | Andreas Nick     | CDU    |              |
| 2021 |              | Tanja Machalet   | SPD    | 31,5         |
| 2025 |              | Harald Orthey    | CDU    | 35,7         |

## Wahlergebnisse

### Bundestagswahl 2025
| Kandidaten                                             | Kandidaten                 | Parteien/Listen       | Erststimmen | Erststimmen | Zweitstimmen | Zweitstimmen |
| Kandidaten                                             | Kandidaten                 | Parteien/Listen       | Stimmen     | %           | Stimmen      | %            |
| ------------------------------------------------------ | -------------------------- | --------------------- | ----------- | ----------- | ------------ | ------------ |
|                                                        | Tanja Machalet             | SPD                   | 40.294      | 23,4        | 31.397       | 18,1         |
|                                                        | Harald Ortheygewählt im WK | CDU                   | 61.574      | 35,7        | 56.239       | 32,5         |
|                                                        | Yannik Maaß                | Bündnis 90/Die Grünen | 10.832      | 6,3         | 14.652       | 8,5          |
|                                                        | Pierre Fuchs               | FDP                   | 5.462       | 3,2         | 7.971        | 4,6          |
|                                                        | Clara Alexander            | AfD                   | 35.321      | 20,5        | 36.380       | 21,0         |
|                                                        | Alina Sandrine Ehard       | Die Linke             | 8.709       | 5,1         | 10.346       | 6,0          |
|                                                        | Heiko Murrmann             | Freie Wähler          | 5.923       | 3,4         | 3.777        | 2,2          |
|                                                        | Michaela Rutte             | Tierschutzpartei      | 4.209       | 2,4         | 2.477        | 1,4          |
|                                                        | –                          | Die PARTEI            | –           | –           | 824          | 0,5          |
|                                                        | –                          | Volt                  | –           | –           | 1.144        | 0,7          |
|                                                        | –                          | ÖDP                   | –           | –           | 210          | 0,1          |
|                                                        | –                          | MLPD                  | –           | –           | 29           | 0,0          |
|                                                        | –                          | Bündnis Deutschland   | –           | –           | 303          | 0,2          |
|                                                        | –                          | BSW                   | –           | –           | 7.367        | 4,3          |
| Gesamt                                                 | Gesamt                     | Gesamt                | 172.324     | 100         | 173.116      | 100          |
|                                                        |                            |                       |             |             |              |              |
| Ungültige Stimmen                                      | Ungültige Stimmen          | Ungültige Stimmen     | 2.175       | 1,2         | 1.383        | 0,8          |
| Wähler                                                 | Wähler                     | Wähler                | 174.499     | 83,3        | 174.499      | 83,3         |
| Wahlberechtigte                                        | Wahlberechtigte            | Wahlberechtigte       | 209.443     |             | 209.443      |              |
|                                                        |                            |                       |             |             |              |              |
| Quellen: Die Bundeswahlleiterin, Kandidaten – Ergebnis |                            |                       |             |             |              |              |

### Bundestagswahl 2021
Die Bundestagswahl 2021 fand am Sonntag, dem 26. September 2021, statt. Es gab 210.816 Wahlberechtigte, davon wählten 164.165, was eine Wahlbeteiligung von 77,9 % ergibt. 161.993 Erststimmen waren gültig (98,7 %), 2.172 (1,3 %) ungültig. 162.711 Zweitstimmen waren gültig (99,1 %), 1.454 (0,9 %) ungültig.
| Direktkandidat           | Partei           | Erststimmen in % | Zweitstimmen in % |
| ------------------------ | ---------------- | ---------------- | ----------------- |
| Andreas Nick             | CDU              | 30,0             | 26,5              |
| Tanja Machalet           | SPD              | 31,5             | 30,3              |
| Robin Maximilian Classen | AfD              | 8,7              | 9,0               |
| Dennis Sturm             | FDP              | 9,3              | 11,7              |
| Torsten Mario Klein      | GRÜNE            | 8,8              | 10,3              |
| Natalie Brosch           | DIE LINKE        | 2,8              | 2,9               |
| Sascha Alexander Kraft   | FREIE WÄHLER     | 5,5              | 4,0               |
| Claudia Boas             | Die PARTEI       | 1,8              | 1,0               |
| –                        | PIRATEN          | –                | 0,4               |
| –                        | ÖDP              | –                | 0,1               |
| –                        | NPD              | –                | 0,1               |
| –                        | V-Partei³        | –                | 0,1               |
| –                        | MLPD             | –                | 0,0               |
| Jens-Christian Steuler   | dieBasis         | 1,5              | 1,3               |
| –                        | DiB              | –                | 0,1               |
| –                        | LKR              | –                | 0,0               |
| –                        | Die Humanisten   | –                | 0,1               |
| –                        | Tierschutzpartei | –                | 1,5               |
| –                        | Team Todenhöfer  | –                | 0,3               |
| –                        | Volt             | –                | 0,3               |
| Wotan Engels             | Klimaliste       | 0,2              | –                 |

### Bundestagswahl 2017
Die Bundestagswahl 2017 fand am Sonntag, dem 24. September 2017, statt.
| Direktkandidat        | Partei                 | Erststimmen in % | Zweitstimmen in % |
| --------------------- | ---------------------- | ---------------- | ----------------- |
| Andreas Nick          | CDU                    | 43,3             | 37,5              |
| Gabi Weber            | SPD                    | 29,8             | 24,7              |
| Michael Musil         | Bündnis 90/Die Grünen  | 5,2              | 6,2               |
| Thorsten Hehl         | FDP                    | 9,2              | 10,9              |
| Martin Klein          | Die Linke              | 7,0              | 5,9               |
| —                     | AfD                    | —                | 11,0              |
| —                     | Piratenpartei          | —                | 0,4               |
| Astrid Bergmann-Hartl | Freie Wähler           | 5,5              | 1,5               |
| —                     | NPD                    | —                | 0,3               |
| —                     | ÖDP                    | —                | 0,2               |
| —                     | MLPD                   | —                | 0,0               |
| —                     | Bündnis Grundeinkommen | —                | 0,2               |
| —                     | Die Partei             | —                | 0,9               |
| —                     | V-Partei³              | —                | 0,3               |
| —                     | Partei der Vernunft    | —                | —                 |
| —                     | Übrige                 | —                | —                 |

Gabi Weber konnte über die Landesliste in den Bundestag einziehen.
Ursprünglich beabsichtigte die AfD, Gilbert Theodor Kalb als ihren Direktkandidaten aufzustellen. Bei dessen Aufstellung unterlief der Partei jedoch ein Formfehler, weswegen der zuständige Kreiswahlausschuss den Vorschlag der AfD ablehnte.

### Bundestagswahl 2013
Die Bundestagswahl 2013 fand am Sonntag, dem 22. September 2013, statt.
Es traten 14 Parteien in Rheinland-Pfalz landesweit gegeneinander an. Dies entschied der Landeswahlausschuss in einer öffentlichen Sitzung am 26. Juli 2013 in Mainz. Damit erhielten alle Parteien eine Zulassung, die fristgerecht bis zum 15. Juli ihre Landeslisten und weitere Unterlagen eingereicht hatten.
Die Reihenfolge der zugelassenen Landeslisten auf dem Stimmzettel richtet sich zunächst nach der Zahl der Zweitstimmen, die die jeweilige Partei bei der letzten Bundestagswahl im Land erreicht hat (Listenplätze 1 – 10):
CDU, SPD, FDP, GRÜNE, Die Linke, PIRATEN, NPD, REP, ÖDP und MLPD. Neu kandidierende Listen schließen sich in alphabetischer Reihenfolge ihres Namens an (Listenplätze 11 – 14): Alternative für Deutschland (AfD), Bürgerbewegung pro Deutschland (pro Deutschland), Freie Wähler und die Partei der Vernunft.
| Direktkandidat       | Partei                         | Erststimmen in % | Zweitstimmen in % |
| -------------------- | ------------------------------ | ---------------- | ----------------- |
| Andreas Nick         | CDU                            | 49,4             | 45,2              |
| Gabi Weber           | SPD                            | 31,0             | 27,8              |
| Kai Mifka            | FDP                            | 2,4              | 5,2               |
| Andrea Weber         | Bündnis 90/Die Grünen          | 5,9              | 6,3               |
| Martin Klein         | Die Linke                      | 4,8              | 5,1               |
| Maik Nauheim         | Piratenpartei                  | 2,4              | 2,0               |
| Marcel Müller        | NPD                            | 1,5              | 1,1               |
| —                    | Die Republikaner               | —                | 0,2               |
| —                    | ÖDP                            | 0,2              | ?                 |
| —                    | MLPD                           | 0,1              | ?                 |
| —                    | AfD                            | —                | 5,1               |
| —                    | Bürgerbewegung pro Deutschland | —                | 0,2               |
| Armin Hillingshäuser | Freie Wähler                   | 2,5              | 1,3               |
| —                    | Partei der Vernunft            | —                | 0,2               |

Gabi Weber konnte über die Landesliste in den Bundestag einziehen.

### Bundestagswahl 2009
Bei der Bundestagswahl 2009 waren 213.225 Einwohner wahlberechtigt die Wahlbeteiligung lag bei 72,4 Prozent und hatte folgendes Ergebnis:
| Direktkandidat  | Partei                | Erststimmen in % | Zweitstimmen in % | Bundestagswahl 2005 Zweitstimmen in % |
| --------------- | --------------------- | ---------------- | ----------------- | ------------------------------------- |
| Joachim Hörster | CDU                   | 43,2             | 35,0              | 38,5                                  |
| Björn Walden    | SPD                   | 29,4             | 23,8              | 33,8                                  |
| Thomas Bläsche  | FDP                   | 10,9             | 18,5              | 12,4                                  |
| Michael Musil   | Bündnis 90/Die Grünen | 7,1              | 8,6               | 6,7                                   |
| Martin Klein    | Die Linke.            | 7,9              | 8,7               | 5,1                                   |
| -               | REP                   | -                | 0,4               | 0,6                                   |
| Christian Greeb | NPD                   | 1,6              | 1,2               | 1,3                                   |
| -               | PBC                   | -                | 0,4               | 0,6                                   |
| -               | FAMILIE               | -                | 1,1               | 1,0                                   |
| -               | MLPD                  | -                | 0,0               | 0,1                                   |
| -               | PIRATEN               | -                | 1,9               | -                                     |
| -               | ödp                   | -                | 0,2               | -                                     |